# كتابة أسامية
الكتابة الأسامية (অসমীয়া আখৰ اشاميا أکار) نوع من الحروف مستعمل في تدوين اللغتين الأسامية والبنغالية.

## هوامش
1. ↑  بدا الاسم ăcãmăkṣara لأول مرة على عملات أهوم ووثائقها حيث دل الاسم آنذاك على كتابة أهوم (Bora 1981:11-12)

## وصلات خارجية
- الكتابة الأسامية